# Gosau
Gosau är en ort och kommun i Österrike. Den ligger i distriktet Gmunden i förbundslandet Oberösterreich, 220 km väster om huvudstaden Wien. 